# Ходдинотт, Алан
Алан Ходдинотт (англ. Alun Hoddinott, валл. Alun Hoddinott; 11 августа 1929, Баргойд, Великобритания — 11 марта 2008, Суонси, Великобритания) — британский валлийский композитор, один из первых авторов классической музыки из Уэльса, добившийся международного признания. Командор Ордена Британской империи (CBE).

## Биография
Родился в Баргойде 11 августа 1929 года. Обучался в гимназии Говертона, затем в Университетском колледже Кардиффа. Продолжил образование в частном порядке, беря уроки музыки у Артура Бенджамина. Дебютировал как композитор сочинением «Концерт для кларнета», премьера которого состоялась на фестивале в Челтенхеме в 1954 году; партию кларнета исполнил Жервас де Пейер, оркестром Халле дирижировал Джон Барбиролли.
За успешным дебютом последовал ряд заказов от ведущих британских и иностранных оркестров, музыкантов и оперных певцов. Сочинения композитору заказывали вплоть до его смерти. Среди заказчиков Ходдинотта были оперные дивы Маргарет Прайс, Гвинет Джонс, Джилл Гомес, певцы Томас Аллен, Герейнт Эванс и Джереми Хью Уильямс, музыканты Руджиеро Риччи, Мстислав Ростропович, Деннис Брейн, Осиан Эллис, Сесил Аронович, Джон Огдон, Марк Эджер и Эндрю Мэттьюз-Оуэн.
Ходдинотт был плодовитым композитором. Писал симфонии, сонаты и концерты. За годы работы авторский стиль композитора прошёл путь от неоклассицизма до сериализма. У критиков музыкальный стиль Ходдинотта получил название «модернистского романтизма». Помимо сочинительства, композитор занимался педагогической деятельностью. В звании профессора преподавал в Университетском колледже Кардиффа. При нём в 1980 году для кафедры музыки было построено новое здание, которое стало одним из крупнейших европейских центров музыкального образования. Среди его учеников были композиторы Джон Бакли, Карл Дженкинс, Джеффри Льюис, Джон Меткалф и Кристофер Пейнтер.
Ходдинотт имел почётные звания многочисленных ведущих британских музыкальных учебных заведений, таких, как Королевская академия музыки в Лондоне, Королевский Северный музыкальный колледж и Королевский валлийский колледж музыки и драмы. Он также являлся лауреатом премии Уолфорда Дэвиса. В 1983 году композитор был удостоен звания командора Ордена Британской империи. В 1997 году во время Махинлетского фестиваля Ходдинотт получил премию Глиндуор за выдающийся вклад в искусство в Уэльсе. В 1999 году он также получил премию за достижения в области музыки от Совета искусств Уэльса и стипендию валлийской гильдии.
В 2009 году в честь композитора в новом здании Национального оркестра Би-би-си в Уэльсе в Валлийском центре тысячелетия в Кардиффе был открыт концертный зал под названием Би-би-си Ходдинотт-холл на триста пятьдесят мест.
Алан Ходдинотт умер 11 марта 2008 года в больнице Морристон в Суонси, на следующий день после мировой премьеры в Вигмор-холле, написанного им, струнного квартета в исполнении квартета Саккони. Премьера последнего сочинения композитора, оркестровой поэмы «Тэлисин», в исполнении Национального оркестра Би-би-си в Уэльсе состоялась на фестивале музыки в Суонси в октябре 2009 года.

## Аудиозаписи
- Alun Hoddinott. «Welsh Dances» — Алан Ходдинотт. «Валлийские танцы» (1958).
- Alun Hoddinott. «Dragon Fire». Concertante for Timpani, Percussion and Orchester, Op. 167 — Алан Ходдинотт. «Драконий огонь» (1998).